# Koji Murofushi
Koji Alexander Murofushi (født 8. oktober 1974 i Numazu) er en japansk tidligere atletikudøver, der var i den absolutte verdenselite i hammerkast i slutningen af 1990'erne og begyndelsen af 2000'erne.

## Karriere
Murofushis første store internationale resultat var sølvmedaljen ved de asiatiske lege i 1994. Fire år senere vandt han guld ved de tilsvarende lege, og han deltog første gang ved OL i 2000 i Sydney, hvor han nåede finalen og blev nummer ni. Ved VM i 2001 vandt han sølv, ved de asiatiske lege i 2002 vandt han igen sølv, og ved VM i 2003 blev det til bronze til Murofushi.
Ved OL 2004 i Athen hørte han til i favoritfeltet sammen med hviderusseren Ivan Tsikhan og ungareren Adrián Annus. Murofushi kvalificerede sig uden problemer til finalen, og her var det Annus, der lagde bedst ud og kastede 83,19 m i sit tredje forsøg, hvilket blev det længste i konkurrencen. Murofushi var gennem hele finalen næstbedst og nåede ud på 82,91 m i sit sidste forsøg, mens Tsikhan i sit sidste forsøg nåede 79,81 m, hvilket var tredjebedst. Imidlertid blev både Annus og Tsikhan efterfølgende diskvalificeret på grund af brug af doping, hvilket betød, at Murofushi endte med at få guldmedaljen. Tsikhans diskvalifikation kom først i december 2012, hvorpå det blev besluttet, at de følgende kastere ikke ville blive rykket op, og derfor er der kun givet guldmedaljen fra denne konkurrence.
Murofushi deltog også i OL 2008 i Beijing, hvor han blev nummer fem, og ved VM i 2011 vandt han guld.
Hans sidste OL blev i 2012 i London. Her var han næstbedst i kvalifikationsrunden med 78,48 m, kun overgået af ungareren Krisztián Pars, der kastede 79,37 m. I finalen lagde Pars sig i spidsen og nåede ud på 80,59 m i sit tredje forsøg, hvilket var nok til guld, mens sloveneren Primož Kozmus kastede 79,36 m og vandt sølv. Murofushis bedste forsøg blev på 78,71 m, hvilket sikrede ham bronzemedaljen.

## Privatliv
Koji Murofushi er søn af Shigenobu Murofushi, der ligeledes var hammerkaster og deltog i flere olympiske lege. Kojis søster, Yuka Murofushi, har også været hammerkaster og deltaget i et enkelt OL. Hans mor, Serafina Murofushi (født Moritz), var af rumænsk afstamning og var spydkaster.